# Laure Belleville
Laure Belleville (Lathuile, 24 gennaio 1976) è una modella francese, vincitrice del titolo di Miss Francia 1996.

## Biografia
Dopo essere stata eletta Miss Savoia 1995, Laura Belleville viene eletta all'età di diciannove anni, quarantanovesima Miis Francia. Ha preso parte anche a Miss Universo 1996.
Proveniente dalla città di Lathuile, situata a sud del lago di Annecy in Haute-Savoie, Laure Belleville si è sposata nel mese di agosto 2006.